# Shepreth
Shepreth är en ort och civil parish i Storbritannien.   Den ligger i distriktet South Cambridgeshire i grevskapet Cambridgeshire i riksdelen England, i den sydöstra delen av landet, 70 km norr om huvudstaden London. Shepreth ligger 21 meter över havet och antalet invånare är 819.
Terrängen runt Shepreth är platt.Runt Shepreth är det ganska tätbefolkat, med 149 invånare per kvadratkilometer. Närmaste större samhälle är Cambridge, 11,3 km nordost om Shepreth. Trakten runt Shepreth består till största delen av jordbruksmark.